# Гигантски чухал
Гигантският чухал (Otus gurneyi) е вид птица от семейство Совови (Strigidae). Видът е световно застрашен, със статут Уязвим.

## Разпространение и местообитание
Разпространен е във Филипините.